# (5239) Reiki
(5239) Reiki es un asteroide perteneciente al cinturón de asteroides, descubierto el 14 de noviembre de 1990 por Shun-ei Izumikawa, y el también astrónomo Osamu Muramatsu desde el Yatsugatake-Kobuchizawa Observatory, Japón.

## Designación y nombre
Designado provisionalmente como 1990 VC4. Fue nombrado Reiki en honor a la astrónoma aficionada Reiki Kushida, descubridor de la supernova 1991bg, el primer descubrimiento visual de una supernova realizado por una mujer.

## Características orbitales
Reiki está situado a una distancia media del Sol de 2,784 ua, pudiendo alejarse hasta 3,172 ua y acercarse hasta 2,396 ua. Su excentricidad es 0,139 y la inclinación orbital 8,500 grados. Emplea 1697,01 días en completar una órbita alrededor del Sol.

## Características físicas
La magnitud absoluta de Reiki es 12,7. Tiene 10 km de diámetro y su albedo se estima en 0,174.